# Savmyggor
Savmyggor (Mycetobiidae) är en familj av tvåvingar. Savmyggor ingår i ordningen tvåvingar, klassen egentliga insekter, fylumet leddjur och riket djur.
Familjen innehåller bara släktet Mycetobia.